# پیتیو

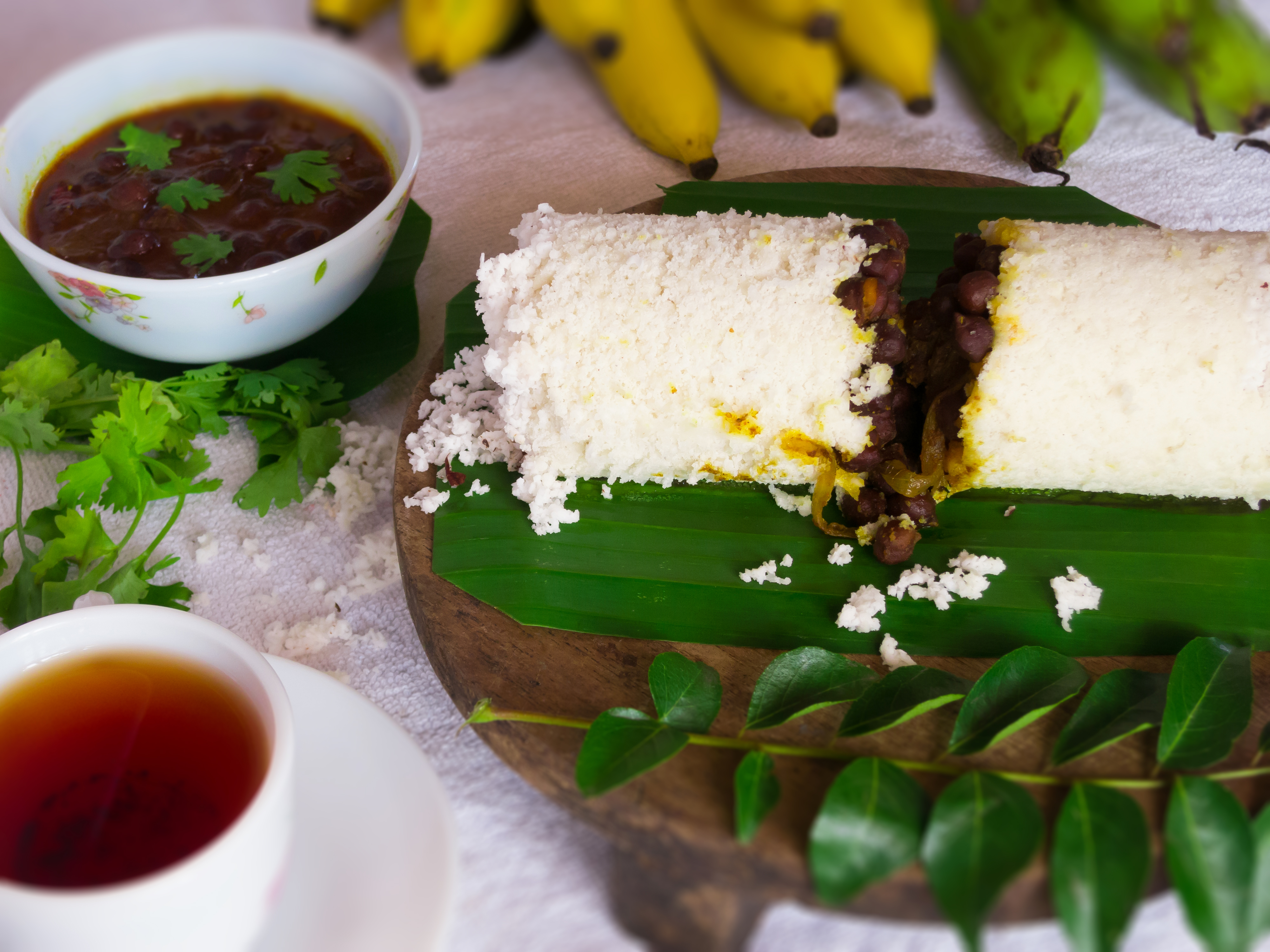
پیتیو با گرام کاری

پیتیو (تامیلی: பிட்டு؛ مالایالامی: പുട്ട്؛ سینهالی: පිට්ටු) یا پوتا (تلفظ می‌شود) یک غذای مخصوص صبحانه است که در ایالت‌های کرالا، تامیل نادو و مناطقی از کارناتاکا و همچنین سریلانکا در جنوب هند استفاده شود. پیتیو در مالایایی به معنای «تقسیم شده» است. از رول‌های بخارپز برنج آسیاب شده با لایه‌های خشک و ترد شده نارگیل ساخته شده‌است که در قسمت داخلی آن گاهی با یک شیرینی پر می‌شود. پیتیو را به همراه غذاهای جانبی شیرین مانند شکر نخل یا موز، یا با کاری مانند دال، نخود، گوشت گوسفند، ماهی یا مرغ به صورت گرم سرو می‌کنند. در بهتکل، پیتیو با غذاهای جانبی مانند روغن و شکر یا پایا خورده می‌شود.

## عناصر
پیتیو در اصل شامل برنج درشت آسیاب شده، نارگیل رنده شده، کمی نمک و آب است. غالباً از زیره به عنوان ادویه استفاده می‌شود اما ممکن است ادویه‌های دیگری هم داشته باشد. نوع سریلانکایی آن معمولاً با آرد گندم یا آرد برنج قرمز بدون زیره درست می‌شود در حالی که دستور العمل‌های باتکالی دارای نوع نارگیل یا ماسالای ساده است که با نارگیل رنده شده با طعم گوشت گوسفندی یا میگو درست می‌شود. در بنگلادش، قسمت بیرونی آن از مخلوط آرد برنج و مونگ دال آسیاب شده ساخته شده‌است، در حالی که پر کردن آن با مخلوطی از پوسته‌های نارگیل و نوعی شکر کارامل همراه است که شبیه دولسه ولتی است.

## آماده‌سازی
پیتیو با افزودن آرام آب به برنج آسیاب شده درست می‌شود تا بافت صحیح حاصل شود. سپس با لایه‌هایی از نارگیل رنده شده و ادویه، شکل گرفته و بخارپز می‌شود.
پیتیو به‌طور کلی در ظرف فلزی پیتیو کوتی با دو قسمت پخته می‌شود. قسمت پایین آب و قسمت فوقانی پیتیو را نگه می‌دارد، جایی که مخلوط برنج با لایه‌های نارگیل رنده شده قرار داده می‌شود. درهای سوراخ دار بخش‌ها را جدا می‌کند تا بخار بین آنها عبور کند.

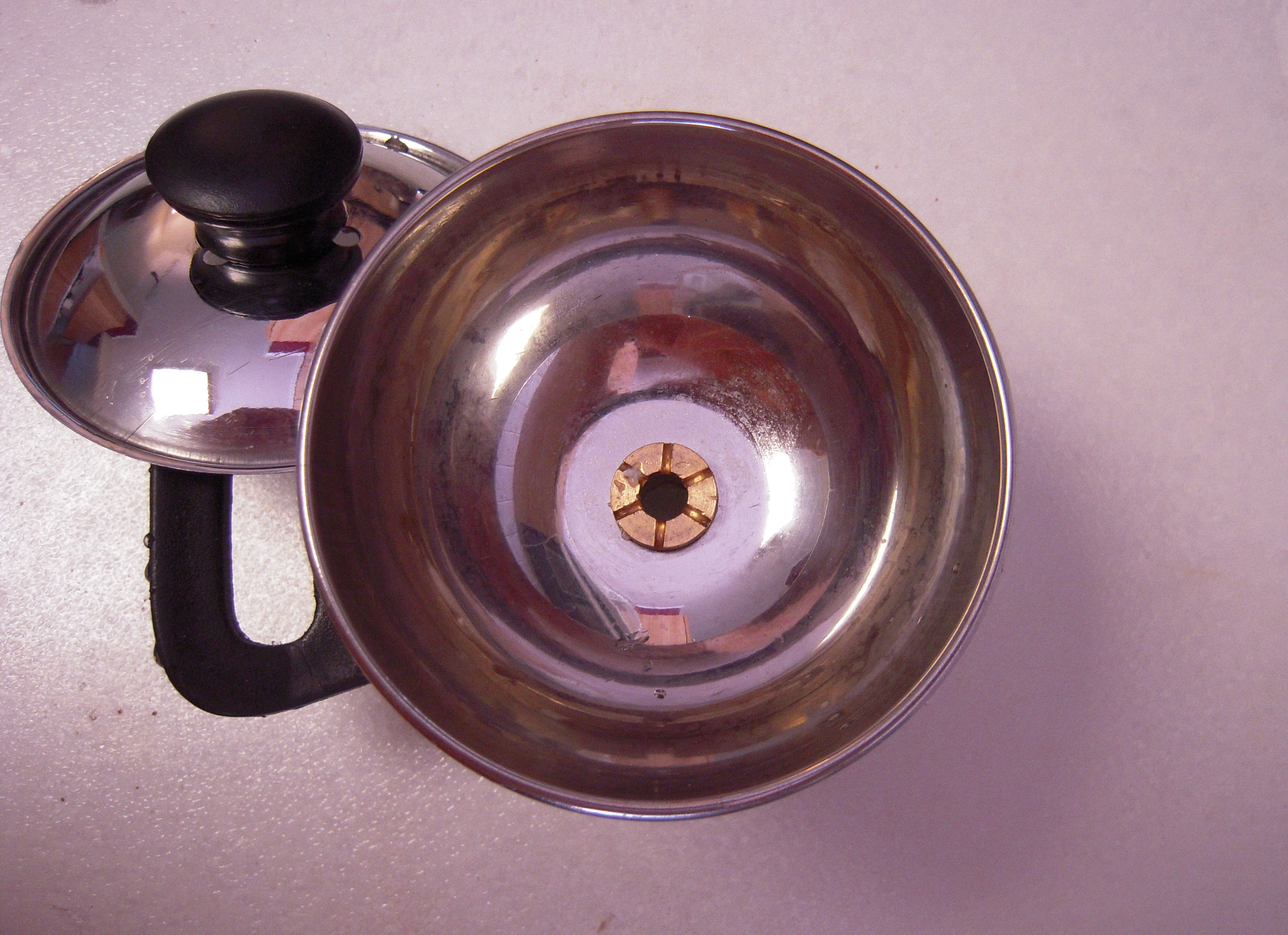
ظرف بخار چیراتو پیتیو - نمای بالایی که درب آن برداشته شده‌است

## پذیرایی
پیتیو غالباً همراه با گراوها مانند کاری ماهی، کاری مرغ یا کاری کادالا (نخود) و پاپادوم سرو می‌شود. همچنین موز پختنی، جک فروت، انبه یا موز به‌طور معمول با آن سرو می‌شود. در کرالای جنوبی مردم پیتیو را همراه با قهوه سیاه شیرین می‌خورند. در تامیل نادو آن را با نارگیل رنده شده با ژاگ ساخته شده از نخل یا نیشکر یا با شیر نارگیل شیرین سرو می‌کنند. در سری لانکا، پیتیو معمولاً با همراه سیرابی کاری، ماهی یا یک کاری گوشت، شیر نارگیل همراه است.

## تغییرات

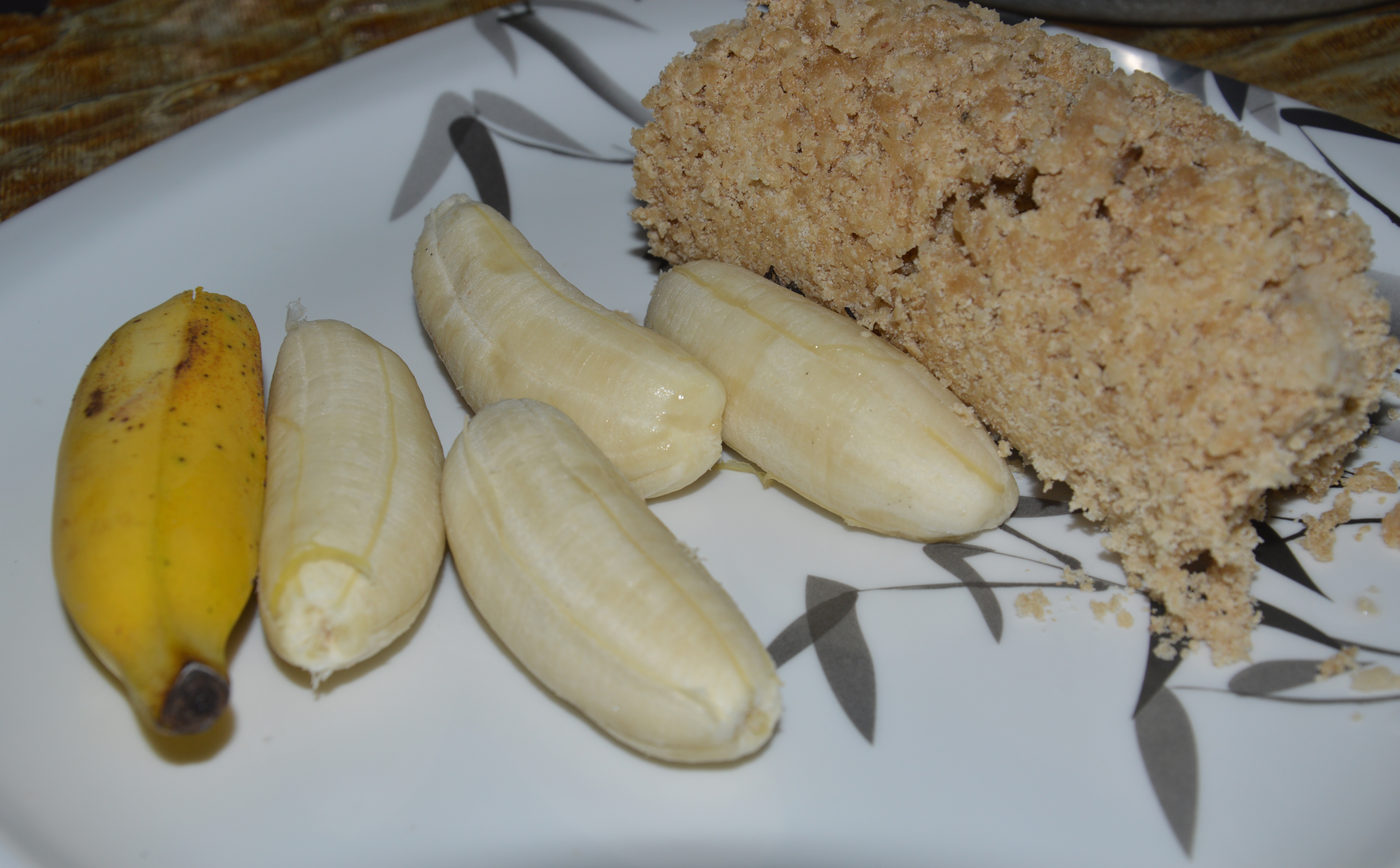
پیتیوی گندم با موز

برخی از تغییرات پیتیو از غلات دیگری مانند آرد گندم، آرد راگی (ارزن انگشتی)، تاپیوکا و آرد ذرت استفاده می‌کنند. پر کردن لایه نارگیل را می‌توان با غذاهای دیگر، مانند کاری تخم مرغ یا موز جایگزین کرد. پیتیو آماده شده به شکل توپ را manipputtu می‌نامند. پیتیو را می‌توان با استفاده از برنج بامبو نیز تهیه کرد.
مسلمانان در کرالا نمونه‌ای از پیتیو را به نام irachiputti می‌خورند که در آن برنج با گوشت قیمه لایه لایه شده‌است. پیتیو در موریس نیز بسیار رایج است. معمولاً توسط دستفروشان فروخته می‌شود و به عنوان میان‌وعده سرو می‌شود. مواد تشکیل دهنده یکسان هستند. آرد برنج، شکر و نارگیل خشک شده اما در استوانه‌های فلزی پخته شده‌است.

## غذاهای مشابه
در دریای جنوب شرقی آسیا، غذاهای دسر مشابه بسیاری وجود دارد که به اندونزیایی به عنوان kue putu، به مالایی putu bambu، و به تاگالوگ puto bumbóng معروف هستند. از نظر آماده‌سازی و مواد تشکیل دهنده متفاوت هستند اما در لوله‌های بامبو نیز بخارپز می‌شوند و به همراه شکر و نارگیل رنده شده سرو می‌شوند.

## رکورد جهانی
در سال ۲۰۰۶، دانش آموزان مدرسه شرقی هتلداری در بخش ویاناد در شمال کرالا یک پیتیو به طول ۱۰ فوت درست کردند. آنها پیتیوی غول پیکر را در قالب آلومینیومی با طول مخصوص ۱۲ فوت و با استفاده از ۲۰ نارگیل و ۲۶ کیلوگرم برنج پودر شده پختند. پختن آن حدود یک ساعت و نیم طول کشید.